# Tears of the Dragon
Tears of the Dragon – piosenka rockowa Bruce'a Dickinsona, wydana w 1994 roku jako singel promujący album Balls to Picasso.

## Treść
Zdaniem Brigitte Schön, autorki książki Bruce Dickinson Insights, utwór może być opowieścią o rozstaniu Bruce'a Dickinsona z Iron Maiden. Według Schön Dickinson opuścił zespół, chcąc się w ten sposób spełnić. W tym kontekście podmiot liryczny mógłby być tożsamy z piosenkarzem. W interpretacji Schön Dickinson opisuje uczucia towarzyszące sytuacji, kiedy rozstanie z zespołem było nieuniknione. Podmiot liryczny wyraża, iż rzuca się w morze, tutaj będące symbolem życia i przyszłości. Bał się tej sytuacji, ale aby przezwyciężyć lęk, pozwala, by fala go zalała. Tytułowe „łzy smoka” są nawiązaniem do tego, że smoki nie potrafią płakać, zatem fakt wylewania przez to zwierzę łez podkreśla wewnętrzny konflikt Dickinsona i jego smutek z powodu sposobu rozstania z Iron Maiden. Jednakże podmiot liryczny w trzeciej i czwartej strofie uzasadnia swoją decyzję, metaforycznie twierdząc, że wcześniej miał skrzydła, na których nie potrafił wzlecieć, jednakże przez długi czas nie manifestował swoich uczuć. Nastąpiło to w momencie, gdy „lód zaczął pękać”, a podmiot liryczny utracił w efekcie nad tym kontrolę, narażając się na niepewną przyszłość i strach.
Utwór kończy się konstatacją, że ucieczka podmiotu lirycznego była nieunikniona i był on w stanie zmierzyć się z własnymi uczuciami.
Jest to jedyna znajdująca się na albumie Balls to Picasso piosenka napisana w całości przez Dickinsona.

## Pozycje na listach przebojów
| Lista           | Pozycja | Źródło |
| --------------- | ------- | ------ |
| Finlandia       | 6       | [ 5 ]  |
| Polska          | 23      | [ 6 ]  |
| Wielka Brytania | 28      | [ 7 ]  |